# Linia kolejowa Zagrzeb – Lublana
Linia kolejowa Zagrzeb – Lublana – dwutorowa, zelektryfikowana linia kolejowa w Chorwacji i w Słowenii.
Początkową stacją linii jest Zagreb Glavni kolodvor natomiast ostatnią Ljubljana.